# Honda CBR 600 RR

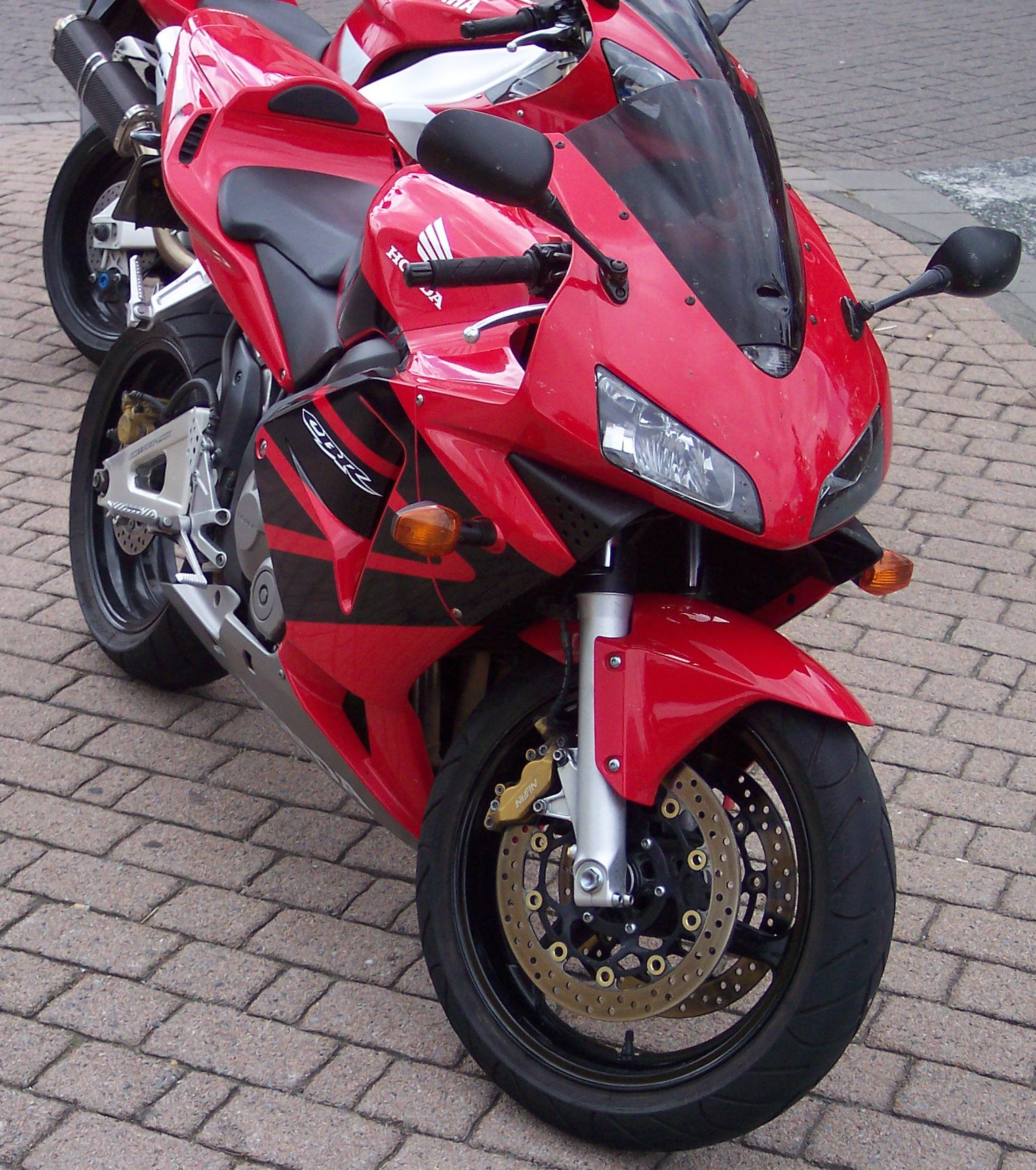
O motocicletă Honda CBR 600 RR de culoarea roșului italian

Honda CBR 600 RR este o motocicletă japoneză de curse, de o capacitate cilindrică 600 cmc, care dezvoltă puterea la roată de 117 CP, echivalentul a 86 KW. Rezervorul are o capacitate de 18 litri. Are o greutate de 198 de kg, are 8 injectoare: 4 în rampa de sus, 4 în rampa de jos; astfel se îmbunătățește consumul și puterea motorului pentru o pilotare cât mai bună. Este o motocicletă foarte manevrabilă, foarte bună pentru circuit, atât cât și pentru stradă. Este bună pentru începători și pentru cei mai avansați. Se găsește în mai multe culori:
- gri
- roșu italian;
- gri
- albastru movie star serie limitată;
- negru.

Honda CBR 600 RR se găsește: modelul PC37, din anul 2003 până în 2006; iar din anul 2007 până în prezent, este modelul SC57.
Aceasta dezvoltă o viteză de 270 km dar la drum intins poate ajunge la viteza de 300 km.

## Istorie
Compania Honda a fost înființată în anul 1979 și a început prima dată începerea fabricării autoturismelor atât cât și a motocicletelor. Prima motocicletă Honda a fost lansată în anul 1985 și aceasta a fost modelul Africa Twin, care a fost folosită în raliul Paris-Dakar, clasându-se pe locul întâi, având un palmares foarte bun.
Honda CBR 600 RR este una foarte competitivă, având câstigate foarte multe titluri și medalii de aur.